# Au hasard Balthazar
Au hasard Balthazar is een Franse dramafilm uit 1966 onder regie van Robert Bresson.

## Verhaal
In het Franse departement Landes wordt de jonge ezel Balthazar opgevoed door de kinderen Jacques en Marie. Balthazar verandert regelmatig van eigenaar en wordt niet altijd even goed behandeld. Jarenlang ondergaat de ezel zijn wrede lot. Zo wordt hij lastdier, circusattractie en de eigendom van een brute misdadiger. Uiteindelijk komt hij terecht in de handen van smokkelaars. Ook Marie wordt mishandeld door haar minnaar Gérard. Balthazar sterft uiteindelijk te midden van een kudde schapen na eerst te zijn beschoten door een grenspatrouille.

## Rolverdeling
| Acteur               | Personage        |
| -------------------- | ---------------- |
| Anne Wiazemsky       | Marie            |
| François Lafarge     | Gérard           |
| Philippe Asselin     | Vader van Marie  |
| Nathalie Joyaut      | Moeder van Marie |
| Walter Green         | Jacques          |
| Jean-Claude Guilbert | Arnold           |

## Trivia
Anne Wiazemsky bundelde in 2008 haar herinneringen aan het draaien van de film in het boek "Jeune fille" (Editions Gallimard; reeks Folio, nr. 4722)